# Cliff Bole
Clifford John Bole (n. 9 noiembrie 1937, California, SUA – d. 15 februarie 2014, Palm Desert⁠(d), California, SUA) a fost un regizor de televiziune americano-canadian. A regizat episoade ale unor seriale ca de exemplu The Six Million Dollar Man, The Amazing Spider-Man, Vega$, Charlie's Angels, V: The Series, Baywatch, The X-Files, Star Trek: The Next Generation, Star Trek: Deep Space Nine sau Star Trek: Voyager. Rasa fictivă Star Trek Bolian este numită după el.
A regizat 24 de episoade ale seriei Star Trek: The Next Generation, șapte episoade ale seriei Star Trek: Deep Space Nine și zece episoade ale seriei Star Trek: Voyager.

## Filmografie (selecție)
- The Six Million Dollar Man (12 episoade)
- Charlie's Angels (6 episoade)
- Vega$ (12 episoade)
- Strike Force (4 episoade)
- Fantasy Island (20 episoade)
- Matt Houston (9 episoade)
- V (3 episoade)
- T.J. Hooker (17 episoade)
- Scarecrow and Mrs. King (4 episoade)
- Spenser: For Hire (3 episoade)
- MacGyver (16 episoade)
- Mission: Impossible (1988) (3 episoade)
- Paradise (4 episoade)
- Star Trek: The Next Generation (25 episoade)[5]
- Baywatch (5 episoade)
- Pointman (2 episoade)
- Star Trek: Deep Space Nine (7 episoade)[5]
- M.A.N.T.I.S. (3 episoade)
- Star Trek: Voyager (10 episoade)[5]
- The X-Files (4 episoade)

## Legături externe
- Cliff Bole la Internet Movie Database
- Clifford John Bole la Find a Grave